# قيزلار قلعة سي
قيزلار قلعة سي هي قلعة تاريخية تعود إلى ألفية 1، وتقع في مقاطعة مراغة.